# Libolo
Libolo è un municipio dell'Angola appartenente alla provincia di Cuanza Sud. Ha 124.545 abitanti (stima del 2006) ed una superficie di 9.000 km².